# Sigurd Andersson
Karl Sigurd Andersson (ur. 18 lipca 1926 w Börjelsbyn w gminie Kalix, zm. 5 lutego 2009 w Kalix) – szwedzki biegacz narciarski, brązowy medalista olimpijski.

## Kariera
Igrzyska olimpijskie w Oslo w 1952 roku były pierwszymi i zarazem ostatnimi w jego karierze. Wspólnie z Nilsem Täppem, Enarem Josefssonem i Martinem Lundströmem zdobył brązowy medal w sztafecie 4 × 10 km. Był to jego jedyny start na tych igrzyskach.
Nie startował na mistrzostwach świata. W 1952 roku zdobył swój jedyny tytuł mistrza Szwecji wywalczony w sztafecie.

## Osiągnięcia

### Igrzyska olimpijskie
| Miejsce | Dzień     | Rok  | Miejscowość | Konkurencja        | Czas biegu | Strata    | Zwycięzca |
| ------- | --------- | ---- | ----------- | ------------------ | ---------- | --------- | --------- |
| 3.      | 23 lutego | 1952 | Oslo        | Sztafeta 4 × 10 km | 2:20:16 h  | +3:57 min | Finlandia |